# Lorenzo Zurzolo
Lorenzo Zurzolo (ur. 21 marca 2000 w Rzymie) – włoski aktor.
Odtwórca roli Niccolò Rossiego Govendera w serialu wyprodukowanym dla Netflixa Rzymskie Dziewczyny (2018–2020). Wystąpił w roli włoskiego księdza Vito w filmie Jerzego Skolimowskiego IO (2022), nominowanym do Oscara dla najlepszego filmu międzynarodowego.

## Życiorys
Urodził się i dorastał w Rzymie jako drugie dziecko Gabrii Cipulli, producentki filmowej/reżyserki castingu, i Federico Zurzolo, dziennikarza. Ma starszą siostrę Ludovicę.
Mając 7 lat wziął udział w reklamie wspólnie z piłkarzem Francesco Totti. Uczęszczał do szkoły artystycznej Scuola di Recitazione Omnes Artes.

## Filmografia

### Filmy
- 2012: Young Europe
- 2012: Una famiglia perfetta jako Angelo
- 2013: Outing - Fidanzati per sbaglio jako Lorenzo, brat Federico
- 2018: Sconnessi jako Giulio Ranieri
- 2019: Zakazana panna młoda (Compromessi sposi) jako Riccardo Maria Loperfido
- 2020: Sotto il sole di Riccione jako Vincenzo
- 2020: Weekend jako Alessandro
- 2021: Morrison jako Lodo
- 2022: IO jako Vito
- 2022: Pod Słońcem Amalfi (Sotto il sole di Amalfi) jako Vincenzo
- 2023: Diabolik - Kim jesteś? (Diabolik - Chi sei?) jako Diabolik w wieku 20 lat

### Seriale
- 2008: Don Matteo jako Simone
- 2008: Amiche mie
- 2009: I liceali
- 2010: Ho sposato uno sbirro
- 2012: Krok od nieba (Un passo dal cielo) jako Andrea
- 2015: Włoskie porządki (Questo è il mio paese) jako Nino Ferrari
- 2018: Kuloodporne serce (Una pallottola nel cuore) jako Michele
- 2019: Rzymskie Dziewczyny (Baby) jako Niccolò
- 2022–2024: Pryzmat (Prisma) jako Daniele
- 2024: La Storia jako Davide Segre

## Nagrody
| Rok  | Nagroda                                      | Kategoria                                                   | Film      |
| ---- | -------------------------------------------- | ----------------------------------------------------------- | --------- |
| 2018 | Festiwal Filmowy w Reggio Calabria           | Premio Leopoldo Triest                                      | Sconnessi |
| 2020 | Festiwal Filmowy w Giffoni                   | Explosive Talent Award                                      | –         |
| 2020 | Magna Grecia Award                           | Wyróżnienie dla młodych, wschodzących aktorów               | –         |
| 2020 | Marateale Film Festival                      | Nagroda dla wschodzących talentów                           | –         |
| 2021 | Nastro d’Argento                             | Persol Prize za postać roku                                 | Morrison  |
| 2021 | Międzynarodowy Festiwal Filmowy w Wenecji    | Premio Kinéo                                                | Morrison  |
| 2022 | Festiwal Filmowy w Monte Carlo de la Comédie | Nagroda następnego pokolenia: Najlepszy wykonawca do lat 30 | –         |